# Patrick Receveur
Patrick Receveur (né en 1975 à Orléans) est un auteur de jeux de société, de jeux de figurines et de jeux vidéo français. Il a tenu plusieurs rôles : game designer, scénariste, directeur créatif, producteur, chef de projets, consultant. Actuellement, il travaille comme directeur de projet informatique.
Il est aussi journaliste dans plusieurs magazines de jeux : Vae Victis, Vox Ludi, Ravage, Cyberstratège, Dofusmag et a publié des articles historiques dans Vae Victis.

## Biographie
Patrick Receveur a suivi des études d'Histoire et d’Aménagement du Territoire.
Il a été président du club de jeu de rôle le Crazy Orc à Lyon pendant des années et il a organisé des tournois de jeux et des Grandeurs Natures. Pendant ses études, il a été vendeur au magasin Jeux Descartes et animateur pour la colonie Rêves de Jeux.
En 2000, il monte à Paris pour devenir game designer dans le jeu vidéo. En parallèle, il travaille pour la presse spécialisée dans le jeu et publie ses premiers jeux papiers. A Paris, il rencontre John du Donjon de Naheulbeuk pour lequel il lance une gamme de figurines avec Fenryll.
De 2003 à 2018, il donne des cours de jeu vidéo à l’université de Marne-la-Vallée puis à l'ENJMIN.
À partir de 2011, il quitte le jeu vidéo pour l'industrie de l'informatique classique et publie ses premiers jeux de société au format boîte.

## Articles sur le jeu
- Le game design de jeux vidéo : Approches de l’expression vidéoludique Sous la direction de Sébastien Genvo Éditions L’Harmattan, Coll. Communication et Civilisation, Janvier 2006, 377p. Article : L’ergonomie spécifique des logiciels de jeux vidéo : analogies, dissemblances et conception
- Écrire des campagnes de jeux, 2024, Vae Victis 174
- Écrire des scénarios, 2024, Vae Victis 172

- Écrire des règles pour le jeu avec figurines, 2023, Vae Victis 171

## Ludographie

### Jeux de figurines gratuit sur le Web
- Le Donjon de Naheulbeuk version Frères d'armes, 2006,

### Jeux de figurines auto édités
- Frères d'Armes, règles de base 2004
- Frères d'Armes, Elfdrasyll, 2004
- Frères d'Armes, Lys et Lyon, 2004
- Frères d'Armes, Au-delà du Limes, 2005
- Frères d'Armes, Hésiter, c'est mourir, 2006
- Frères d'Armes, Sengoku Jitaï, 2007
- Frères d'Armes, Ultimes Assauts (jeu indépendant) 2008

#### Extensions parues dans Ravage
- Frères d'Armes, mon ancêtre Gurdil pour Le Donjon de Naheulbeuk, 2004, Ravage, no 26
- Frères d'Armes, Ratatouille et Putréfaction, 2005, Ravage, no 27
- Frères d'Armes, dans l'espaaaaaaace, 2005, Ravage, no 29

### Jeux de figurines parus dans des magazines
- Du Sel pour les succubes, 2001, Ravage, no 2
- Mutatior, le choc des mutants, 2001, Ravage, no 7
- La guerre des âmes, 2002, Ravage, no 12
- Le donjon de Naheulbeuk, 2003, Ravage, no 17
- Felicior Augusto Melior Traiano, 2003, Vae Victis, no 50
- Felicior Augusto Melior Traiano, extension, 2004, Vae Victis, no 54
- Les Nettoyeurs Première guerre mondiale, 2009, Vae Victis, no 88 (jeu de société adaptable aux figurines)

### Jeux de société
- Spartacus Imperator, 2011, Hexasim

jeu sur les trois guerres serviles qui ébranlèrent la République romaine.
- Heroes of Normandie the Tactical Card Game, 2016, Devil Pig Games avec Pascal Bernard
- Heroes of Normandie the Tactical Card Game - extension Battle of the Bulge, 2016, Devil Pig Games
- Heroes of Normandie the Tactical Card Game - extension D-Day, 2016, Devil Pig Games
- Heroes of Normandie the Tactical Card Game - extension Free Fight, 2016, Devil Pig Games
- Heroes of Normandie the Tactical Card Game - extension Operation Goodwood, 2016, Devil Pig Games
- Heroes of Normandie the Tactical Card Game - extension Resistance, 2016, Devil Pig Games
- Heroes of Normandie the Tactical Card Game - extension Rangers, 2016, Devil Pig Games

Jeu sur le débarquement de Normandie à l'échelle de la compagnie.

### Jeux de société avec figurines commegame designeret scénariste principal
- Time of Legends: Joan of Arc, 2019, Mythic Games
- Time of Legends: Joan of Arc - extension : Apocalypse, 2019, Mythic Games
- Time of Legends: Joan of Arc - extension : Battle of Cravant, 2019, Mythic Games
- Time of Legends: Joan of Arc - extension : Legendary Battles, 2019, Mythic Games
- Time of Legends: Joan of Arc - extension : Reliquary box, 2019, Mythic Games
- Time of Legends: Joan of Arc - extension : Siege, 2019, Mythic Games
- Time of Legends: Joan of Arc - extension : Teutonic Knights , 2020, Mythic Games

Jeu sur la Guerre de Cent Ans de Pascal Bernard
- Pyrrhus, le modèle d'Hannibal, Historic-One Editions, 2024.

Livre de 20 scénarios sur Pyrrhus contenant la biographie du roi d’Épire et la description de toutes les armées qu'il a affronté. 

### Jeux de rôle comme Consultant et Scénariste
- Time of Legends: Joan of Arc, 2019, Black Books
- Dies Irae - Recueil de Scénarios, 2025, Black Books - La peau du clavicythérium
- Dies Irae - Bellatores, ceux qui combattent, 2025, Black Books - La recluse De Bois Naides

Jeux de rôle sur la Guerre de Cent Ans de Thomas Robert, Julien Dutel et Laurent Bernasconi.

### Jeux de société parus dans des magazines
- Optimus Princeps, Trajan  2006, Vae Victis no 67
- Optimus Princeps, Domitien, 2006, Vae Victis no 68
- Optimus Princeps, Hadrien, 2006, Vae Victis no 69
- Tenir ou Mourir, Bataille de Rorke's Drift, 2008, Vae Victis no 79
- Les Nettoyeurs Première guerre mondiale, 2009, Vae Victis no 88
- Les Nettoyeurs, extension Doughboys Première guerre mondiale, 2010, Vae Victis no 91
- Praeda, les attaques celtes et germaines sur les camps romains pendant la guerre des Gaules, 2013, Vae Victis no 112
- Caesar Imperator : Britannia, Expédition de Jules César en Bretagne, 2013, Vae Victis no 112
- Pyrrhus Imperator , Guerre de Pyrrhus en Italie, 2018, Vae Victis no 143
- Hamilcar Imperator : La guerre des Mercenaires, 2025, Vae Victis no 181

### Jeux: traduction
- Impetus Basic, 2008
- Trench of Valors, 2011, Victory Point Game

### Jeux de cartes à collectionner
- Dofus/Wakfu, 2007, Upper Deck

### Jeux vidéo, commegame designeret/ou consultant
- Alone in the Dark (série), GBA, 2000, Infogrames
- Persian Wars, RTS, 2000, Cryo
- The Saga of Ryzom, MMORPG, 2004, Nevrax
- MagiNation, MMORPG, 2006-2007, Ankama
- Dofus, MMORPG, 2004, Ankama
- Dofus Arena, 2005, Ankama
- Wakfu, MMORPG, 2008, Ankama
- My Baby Girl, DS, 2008 Nobilis
- My Baby Boy, DS, 2008 Nobilis
- Super Prof : l'école en folie, DS, 2010 Nobilis
- Tiny Token Empires, iPhone, 2011, BiP media
- Alien Menace, iPhone, 2011, Blackhelios
- Judge Dee PC, PS3, 2012, BiP media

### Jeux vidéo, comme producteur
- Hotel Giant DS, Gestion, 2008 Nobilis
- Hotel Giant 2 PC, Gestion, 2008 Nobilis
- Music DS, 2009 Nobilis
- Criminology DS, 2009 Nobilis
- Buccaneers PC, Action, 2009 Nobilis
- Webstar-football Internet, Simulation, 2010 Nobilis
- Hospital Giant DS, Gestion Action, 2010 Nobilis